# Каменецкое
Каменецкое (укр. Кам'янецьке) — село, Каменский сельский совет,
Тростянецкий район, Сумская область, Украина.

## Географическое положение
Село Каменецкое находится на правом берегу реки Ворсклица, которая через 4 км впадает в реку Ворскла, выше по течению на расстоянии в 1,5 км расположено село Березовка (Великописаревский район), на противоположном берегу — село Катанское (Великописаревский район).
Река в этом месте извилистая, образует лиманы и заболоченные озёра.
Местность вокруг села сильно заболочена.

## История
Являлось государственным селом Кириковской волости Ахтырского уезда Харьковской губернии Российской империи.
Во время Великой Отечественной войны в 1941 - 1943 гг. село находилось под немецкой оккупацией.
Население по переписи 2001 года составляло 284 человека.

## Экономика
- Молочно-товарная ферма.

## Объекты социальной сферы
- Дом культуры.